# 路易吉·坎托内
路易吉·坎托内（義大利語：Luigi Cantone，1917年7月21日—1997年11月6日），意大利男子击剑运动员，主攻重剑。他曾参加1948年夏季奥林匹克运动会击剑比赛，并获得1枚金牌和1枚银牌。